# 青洲羈押中心

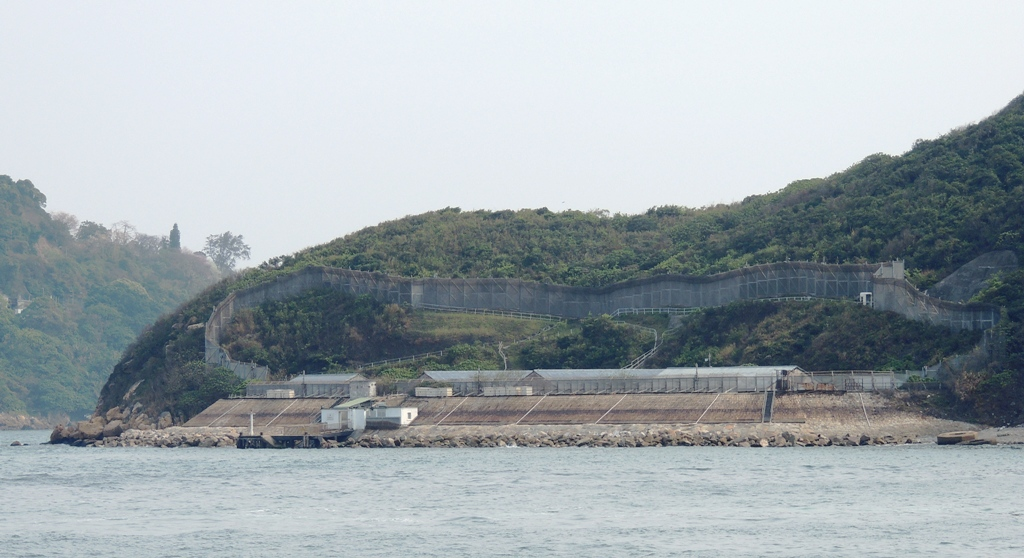
青洲羈押中心

青洲羈押中心，是香港懲教署轄下的一所越南非法入境者羈押中心，位於青洲。自1998年6月最後一所越南船民羈留中心關閉後，抵港的越南非法入境者會先在該中心接受檢疫，然後送往域多利監獄羈留。 根據2012年官方消息，該中心已經於2011年8月關閉。